# Anolis websteri
Espèce
Synonymes
- Ctenonotus websteri (Arnold, 1980)

Anolis websteri est une espèce de sauriens de la famille des Dactyloidae. 

## Répartition
Cette espèce est endémique du Nord-Est d'Haïti.

## Description
Les mâles mesurent jusqu'à 51 mm et les femelles jusqu'à 47 mm.

## Étymologie
Cette espèce est nommée en l'honneur de Thomas Preston Webster.

## Publication originale
- Arnold, 1980 : Geographic variation in Anolis brevirostris (Sauria: Iguanidae) in Hispaniola. Breviora, no 461, p. 1-31 (texte intégral).